# Esteve II de Blois
Esteve II de Blois - nom complet, Esteve II Enric, comte de Blois (c. 1048 - 19 de maig de 1102), en francès Étienne Henri, fou comte de Blois i de Chartres

## Orígens familiars
Era fill de Teobald III de Blois, també comte de Blois.

## Matrimoni i descendents
Es va casar amb Adela de Normandia, una de les filles de Guillem I d'Anglaterra, pels volts de l'any 1080 a Chartres.
1. Guillem de Sully (d.1150), casat amb Agnès de Sully.
2. Teobald II de Xampanya
3. Odo, mort jove.
4. Esteve d'Anglaterra, rei d'Anglaterra
5. Lucia-Mahaut
6. Agnes
7. Leonor de Blois, casada amb Raúl I de Vermandois
8. Alix
9. Lithuise de Blois
10. Enric de Blois, bisbe de Winchester
11. Humbert, mort jove.

## Primera Croada
Esteve II fou un dels líders de la Primera Croada i és conegut per haver escrit cartes de caràcter molt entusiasta a la seva esposa Adela, en les quals far referència al progrés de la Croada. Fou un dels comandants de l'avantguarda croada durant la batalla de Dorilèon l'1 de juliol de 1097. Retornà a casa el 1098, durant el llarg Setge d'Antioquia i sense haver complert el seu vot d'arribar a Jerusalem. Fou pressionat per Adela per realitzar un segon pelegrinatge, per la qual cosa s'uní a la Croada de 1101, de menor entitat que l'anterior, junt amb d'altres que també havien tornat a casa abans de la finalització de la primera. El 1102, Esteve va morir en combat durant la Batalla de Ramla, a l'edat de cinquanta-set anys.
| Predecessor: Teobald III de Blois | Comte de Blois 1089–1102 | Successor: Guillem de Sully |